# هربرت لیندلار
هربرت لیندلار (انگلیسی: Herbert Lindlar؛ ۱۵ مارس ۱۹۰۹ – ۲۷ ژوئن ۲۰۰۹) شیمی‌دان بریتانیایی-سوئیسی بود. عمده شهرت وی به سبب معرفی کاتالیزور لیندلار است که در تولید آلکن‌ها کاربرد دارد.